# Lijst van rijksmonumenten in Groningen (stad)
De stad Groningen telt ten minste 686 inschrijvingen in het rijksmonumentenregister; hieronder een overzicht. 

## Binnenstad
De binnenstad van Groningen telt 398 rijksmonumenten, zie de lijst van rijksmonumenten in de Binnenstad

## Overige
| Object                                                                                   | Oorspronkelijke functie?                         | Bouwjaar                                                         | Architect                                                    | Locatie                                                                                           | Coördinaten?                  | Nr.?   | Afbeelding                                                                    |
| ---------------------------------------------------------------------------------------- | ------------------------------------------------ | ---------------------------------------------------------------- | ------------------------------------------------------------ | ------------------------------------------------------------------------------------------------- | ----------------------------- | ------ | ----------------------------------------------------------------------------- |
| Pand met klokgevel (Vlaaienspecialist)                                                   | Woonhuis                                         | 1750                                                             |                                                              | Astraat 10                                                                                        | 53° 12' 59" NB, 6° 33' 31" OL | 18427  | Meer afbeeldingen                                                             |
| De Slingerij                                                                             | Horeca                                           | 1854 1995 (rest.)                                                |                                                              | Aweg 12                                                                                           | 53° 12' 58" NB, 6° 33' 21" OL | 18428  | Meer afbeeldingen                                                             |
| Wit huis met zg. Vlaamse top                                                             | Woonhuis                                         |                                                                  |                                                              | Aweg 13                                                                                           | 53° 12' 58" NB, 6° 33' 20" OL | 18429  | Meer afbeeldingen                                                             |
| Pand van vier traveeën breed                                                             | Woonhuis                                         |                                                                  |                                                              | Damsterdiep 17                                                                                    | 53° 13' 2" NB, 6° 34' 32" OL  | 18440  | Meer afbeeldingen                                                             |
| Vierkant pand onder schilddak (EyeToEye Informatica/OctoQ)                               | Woonhuis                                         | 19e eeuw                                                         |                                                              | Damsterdiep 231                                                                                   | 53° 13' 12" NB, 6° 34' 58" OL | 18441  | Meer afbeeldingen                                                             |
| De Lindenhof                                                                             | Woonhuis                                         | 19e eeuw                                                         |                                                              | Damsterdiep 233                                                                                   | 53° 13' 13" NB, 6° 35' 0" OL  | 18442  | Meer afbeeldingen                                                             |
| Aanbouw de Lindenhof                                                                     | Woonhuis                                         | 19e eeuw                                                         |                                                              | Damsterdiep 233A                                                                                  | 53° 13' 13" NB, 6° 34' 60" OL | 18443  | Meer afbeeldingen                                                             |
| Langgerekt woonhuis                                                                      | Woonhuis                                         |                                                                  |                                                              | Damsterdiep 237                                                                                   | 53° 13' 13" NB, 6° 35' 2" OL  | 18444  | Meer afbeeldingen                                                             |
| Pand met schilddak en hoekschoorstenen (Jasper kapsalon)                                 | Werk-woonhuis                                    | 1882                                                             |                                                              | Damsterdiep 16                                                                                    | 53° 13' 3" NB, 6° 34' 30" OL  | 18445  | Meer afbeeldingen                                                             |
| Hoekpand met halsgevel                                                                   | Woonhuis                                         | 1793                                                             |                                                              | Damsterdiep 26                                                                                    | 53° 13' 3" NB, 6° 34' 32" OL  | 18446  | Meer afbeeldingen                                                             |
| Loppersummer Veerhuis                                                                    | Werk-woonhuis                                    | 1624                                                             |                                                              | Damsterdiep 36                                                                                    | 53° 13' 4" NB, 6° 34' 34" OL  | 18447  | Meer afbeeldingen                                                             |
| Pand met versierde puntgevel                                                             | Woonhuis                                         | 1620                                                             |                                                              | Damsterdiep 40                                                                                    | 53° 13' 5" NB, 6° 34' 35" OL  | 18448  | Meer afbeeldingen                                                             |
| Pand met versierde puntgevel (PasTime)                                                   | Woonhuis                                         | 17e eeuw                                                         |                                                              | Damsterdiep 42                                                                                    | 53° 13' 5" NB, 6° 34' 35" OL  | 18449  | Meer afbeeldingen                                                             |
| Wit gepleisterd hoekpand                                                                 | Woonhuis                                         | 1850-1875                                                        |                                                              | Dwarsstraat 1                                                                                     | 53° 13' 4" NB, 6° 33' 32" OL  | 18450  | Meer afbeeldingen                                                             |
| Park Groenestein                                                                         | Tuin, park en plantsoen                          | 1871                                                             | H. Copijn                                                    | bij Groenesteinlaan 20                                                                            | 53° 12' 3" NB, 6° 35' 17" OL  | 18463  | Meer afbeeldingen                                                             |
| Pieternellagasthuis (alleen voorgevel)                                                   | Woonhuis                                         | 1872                                                             |                                                              | Grote Leliestraat 34                                                                              | 53° 13' 16" NB, 6° 33' 30" OL | 18465  | Meer afbeeldingen                                                             |
| Voorm. Doveninstituut                                                                    | Onderwijs en wetenschap                          | 1822                                                             |                                                              | Guyotplein 2                                                                                      | 53° 13' 19" NB, 6° 33' 40" OL | 18476  | Meer afbeeldingen                                                             |
| Voorm. Doveninstituut, directeurswoning                                                  | Onderwijs en wetenschap                          | 1627 1673 (verb.) 1936-'39 (rest./verb.)                         | A.R. Wittop Koning (1936-'39) A.L. Oger (1936-'39, geveltop) | Guyotplein 3                                                                                      | 53° 13' 18" NB, 6° 33' 39" OL | 18477  | Meer afbeeldingen                                                             |
| Guyotmonument                                                                            | Gedenkteken                                      | 1828                                                             |                                                              | t.o. Guyotplein 2                                                                                 | 53° 13' 19" NB, 6° 33' 40" OL | 18478  | Meer afbeeldingen                                                             |
| Dubbel pakhuis                                                                           | Opslag                                           | 1733                                                             |                                                              | Havenstraat 12 Zoutstraat 17                                                                      | 53° 13' 14" NB, 6° 33' 28" OL | 18496  | Meer afbeeldingen                                                             |
| Theekoepel                                                                               | Tuin, park en plantsoen                          | 1774                                                             |                                                              | Hereweg 2                                                                                         | 53° 12' 42" NB, 6° 34' 16" OL | 18502  | Meer afbeeldingen                                                             |
| Theekoepel in het Sterrebos                                                              | Tuin, park en plantsoen                          | 1818                                                             |                                                              | Hereweg 122                                                                                       | 53° 12' 14" NB, 6° 34' 39" OL | 18504  | Meer afbeeldingen                                                             |
| Woonhuis met kroonlijst                                                                  | Woonhuis                                         | ca. 1800 ca. 1850 (verb.)                                        |                                                              | Hoendiepskade 7                                                                                   | 53° 12' 56" NB, 6° 33' 21" OL | 18508  | Meer afbeeldingen                                                             |
| De Hoen                                                                                  | Woonhuis                                         | 1836                                                             |                                                              | Hoendiepskade 11                                                                                  | 53° 12' 56" NB, 6° 33' 20" OL | 18509  | Meer afbeeldingen                                                             |
| Pand met zadeldak en dakkapel                                                            | Woonhuis                                         | voor 1850                                                        |                                                              | Hoendiepskade 4                                                                                   | 53° 12' 57" NB, 6° 33' 22" OL | 18510  | Meer afbeeldingen                                                             |
| Pand met twee omlijste ingangen                                                          | Woonhuis                                         |                                                                  |                                                              | Hoendiepskade 8                                                                                   | 53° 12' 56" NB, 6° 33' 21" OL | 18511  | Meer afbeeldingen                                                             |
| 't Hooft                                                                                 | Woonhuis                                         | 17e eeuw (oorspr.)                                               |                                                              | Lopende Diep 1 Guyotplein 5                                                                       | 53° 13' 17" NB, 6° 33' 40" OL | 18544  | Meer afbeeldingen                                                             |
| Pand van vijf traveeën breed met kleinde tympaan                                         | Woonhuis                                         | 17e eeuw o.m. verb. in ca. 1700, 1780 en 1981                    |                                                              | Marktstraat 13                                                                                    | 53° 13' 22" NB, 6° 33' 48" OL | 18549  | Meer afbeeldingen                                                             |
| Pand van vijf traveeën breed tussen pilasters                                            | Woonhuis                                         | midden 19e eeuw                                                  |                                                              | Marktstraat 17                                                                                    | 53° 13' 21" NB, 6° 33' 47" OL | 18550  | Meer afbeeldingen                                                             |
| Voormalig bisschopshuis                                                                  | Woonhuis                                         | tussen 1632 en 1643                                              |                                                              | Marktstraat 19                                                                                    | 53° 13' 21" NB, 6° 33' 47" OL | 18551  | Meer afbeeldingen                                                             |
| Witgepleisterd pand van vijf traveeën breed                                              | Woonhuis                                         |                                                                  |                                                              | Marktstraat 14                                                                                    | 53° 13' 21" NB, 6° 33' 49" OL | 18552  | Meer afbeeldingen                                                             |
| Pand van zes traveeën breed met zesruitsvensters                                         | Woonhuis                                         | 17e eeuw (oorspr.) 1843 (herb.)                                  |                                                              | Nieuwe Boteringestraat 24                                                                         | 53° 13' 22" NB, 6° 33' 39" OL | 18574  | Meer afbeeldingen                                                             |
| Pand met afgeschuind zadeldak                                                            | Woonhuis                                         | 1600-1650 (oorspr.) 19e eeuw (verb.)                             |                                                              | Nieuwe Boteringestraat 26                                                                         | 53° 13' 22" NB, 6° 33' 39" OL | 18575  | Meer afbeeldingen                                                             |
| Eenvoudig pand met kroonlijst                                                            | Woonhuis                                         |                                                                  |                                                              | Nieuwe Boteringestraat 30                                                                         | 53° 13' 22" NB, 6° 33' 38" OL | 18576  | Meer afbeeldingen                                                             |
| Breed pand met Vlaamse top met halsgevel                                                 | Woonhuis                                         | 18e eeuw ca. 1890 (pui) 2002 (rest.)                             |                                                              | Nieuwe Boteringestraat 50                                                                         | 53° 13' 23" NB, 6° 33' 34" OL | 18577  | Meer afbeeldingen                                                             |
| Breed laag pand met dakkapel                                                             | Woonhuis                                         |                                                                  |                                                              | Nieuwe Boteringestraat 52                                                                         | 53° 13' 25" NB, 6° 33' 34" OL | 18578  | Meer afbeeldingen                                                             |
| Woonhuis met twee verdiepingen en forse kroonlijst                                       | Woonhuis                                         | 1850-1900                                                        |                                                              | Nieuwe Ebbingestraat 45                                                                           | 53° 13' 26" NB, 6° 33' 50" OL | 18579  | Meer afbeeldingen                                                             |
| Rijk versierd pand met puntgevel (Primera)                                               | Werk-woonhuis                                    | 1622                                                             |                                                              | Nieuwe Ebbingestraat 2                                                                            | 53° 13' 20" NB, 6° 33' 53" OL | 18580  | Meer afbeeldingen                                                             |
| Pand van vier traveeën breed met omlijste ingang                                         | Woonhuis                                         |                                                                  |                                                              | Nieuwe Ebbingestraat 52                                                                           | 53° 13' 26" NB, 6° 33' 46" OL | 18581  | Meer afbeeldingen                                                             |
| Wit gepleisterd hoekpand (Leo ten Berge modes)                                           | Woonhuis                                         | 1630                                                             |                                                              | Nieuwe Ebbingestraat 62                                                                           | 53° 13' 27" NB, 6° 33' 45" OL | 18582  | Meer afbeeldingen                                                             |
| Nieuwe Kerk                                                                              | Kerk en kerkonderdeel                            | 1660-'65 1860 (verb.) 1952-'77 (rest.)                           | C. Roelofs                                                   | Nieuwe Kerkhof 1                                                                                  | 53° 13' 24" NB, 6° 33' 42" OL | 18583  | Meer afbeeldingen                                                             |
| Juffer Tette Alberdagasthuis                                                             | Sociale zorg, liefdadigh.                        | 1666                                                             |                                                              | Nieuwe Kerkhof 22                                                                                 | 53° 13' 26" NB, 6° 33' 43" OL | 18584  | Meer afbeeldingen                                                             |
| Anna Varwergasthuis                                                                      | Sociale zorg, liefdadigh.                        | 1632                                                             |                                                              | Nieuwe Kijk in't Jatstraat 12-16                                                                  | 53° 13' 17" NB, 6° 33' 36" OL | 18585  | Meer afbeeldingen                                                             |
| Wit gepleisterd dwars pand Vroeger één geheel met Noorderhaven nr. 7                     | Woonhuis                                         | 17e eeuw                                                         |                                                              | Noorderhaven 5                                                                                    | 53° 13' 16" NB, 6° 33' 36" OL | 18586  | Meer afbeeldingen                                                             |
| Wit gepleisterd pand met dwarsvleugel                                                    | Woonhuis                                         | 17e eeuw                                                         |                                                              | Noorderhaven 7                                                                                    | 53° 13' 16" NB, 6° 33' 35" OL | 18587  | Meer afbeeldingen                                                             |
| Rechterhelft van tweelingpand                                                            | Woonhuis                                         | 1623 (oorspr.) 19e eeuw 1995 (rest.)                             |                                                              | Noorderhaven 11                                                                                   | 53° 13' 15" NB, 6° 33' 35" OL | 18588  | Meer afbeeldingen                                                             |
| Linkerhelft van tweelingpand                                                             | Woonhuis                                         | 1623 (oorspr.) 19e eeuw 1995 (rest.)                             |                                                              | Noorderhaven 13                                                                                   | 53° 13' 15" NB, 6° 33' 35" OL | 18590  | Meer afbeeldingen                                                             |
| Pand met in het midden verhoogde gevel                                                   | Woonhuis                                         | waarsch. 18e eeuw (oorspr.) 1850-1900 (middendeel en balustrade) |                                                              | Noorderhaven 15-17                                                                                | 53° 13' 15" NB, 6° 33' 34" OL | 18591  | Meer afbeeldingen                                                             |
| Karakteristiek Groninger huis                                                            | Woonhuis                                         | 1729 of vroeger                                                  |                                                              | Noorderhaven 23-25                                                                                | 53° 13' 14" NB, 6° 33' 33" OL | 18593  | Meer afbeeldingen                                                             |
| Koetshuis behorend bij Ossenmarkt 4                                                      | Opslag                                           | 1750                                                             |                                                              | Ossenmarkt 3                                                                                      | 53° 13' 20" NB, 6° 33' 44" OL | 18609  | Meer afbeeldingen                                                             |
| Sichtermanhuis                                                                           | Woonhuis                                         | 1746-'50                                                         | mogelijk T. van der Haven                                    | Ossenmarkt 4-4a                                                                                   | 53° 13' 20" NB, 6° 33' 44" OL | 18610  | Meer afbeeldingen                                                             |
| Huis met renaissancegevel                                                                | Woonhuis                                         | 1624-'26                                                         | G. Peters (toegeschreven)                                    | Ossenmarkt 5                                                                                      | 53° 13' 20" NB, 6° 33' 45" OL | 18611  | Meer afbeeldingen                                                             |
| Kantongerecht                                                                            | Woonhuis                                         | 1865 (fundering ouder)                                           |                                                              | Ossenmarkt 7                                                                                      | 53° 13' 20" NB, 6° 33' 48" OL | 18612  | Meer afbeeldingen                                                             |
| Vijf traveeën breed pand met tympaan                                                     | Woonhuis                                         | 1623-'24 1819 (gevel)                                            |                                                              | Ossenmarkt 6                                                                                      | 53° 13' 21" NB, 6° 33' 46" OL | 18613  | Meer afbeeldingen                                                             |
| Dwars pand met verdieping                                                                | Woonhuis                                         | 17e eeuw                                                         |                                                              | Ossenmarkt 8                                                                                      | 53° 13' 20" NB, 6° 33' 48" OL | 18614  | Meer afbeeldingen                                                             |
| Pand met klokgevel (De kleine heerlijkheid)                                              | Woonhuis                                         | 17e eeuw                                                         |                                                              | Schuitendiep 42                                                                                   | 53° 13' 8" NB, 6° 34' 23" OL  | 18685  | Meer afbeeldingen                                                             |
| Pand van 17 traveeën breed met Vlaamse topgevel                                          | Woonhuis                                         | 1631                                                             |                                                              | Spilsluizen 1-3                                                                                   | 53° 13' 20" NB, 6° 33' 52" OL | 18686  | Meer afbeeldingen                                                             |
| Vijf traveeën breed pand (Open Hof)                                                      | Woonhuis                                         | 1650-1700 1848 (gevel)                                           |                                                              | Spilsluizen 5                                                                                     | 53° 13' 20" NB, 6° 33' 52" OL | 18687  | Meer afbeeldingen                                                             |
| Lege Opslag                                                                              | Woonhuis                                         | 1634 1848 (gevel)                                                |                                                              | Spilsluizen 7                                                                                     | 53° 13' 20" NB, 6° 33' 51" OL | 18688  | Meer afbeeldingen                                                             |
| Hoofdstation                                                                             | Transport                                        | 1895-'98                                                         | I. Gosschalk                                                 | Stationsplein 1-6                                                                                 | 53° 12' 39" NB, 6° 33' 49" OL | 18691  | Meer afbeeldingen                                                             |
| Hoekpand met pothuis                                                                     | Woonhuis                                         | 18e eeuw                                                         |                                                              | Turfsingel 10                                                                                     | 53° 13' 21" NB, 6° 33' 57" OL | 18706  | Meer afbeeldingen                                                             |
| Dwars pand met Vlaamse top                                                               | Woonhuis                                         | 18e eeuw                                                         |                                                              | Turfsingel 24-26                                                                                  | 53° 13' 21" NB, 6° 34' 2" OL  | 18707  | Meer afbeeldingen                                                             |
| Pakhuis met drie hijsluiken                                                              | Opslag                                           |                                                                  |                                                              | Wipstraat 8                                                                                       | 53° 13' 23" NB, 6° 33' 53" OL | 18737  | Meer afbeeldingen                                                             |
| Witgepleisterd woonhuis met dwars achterhuis                                             | Woonhuis                                         | 1733-'34                                                         |                                                              | Zoutstraat 16                                                                                     | 53° 13' 14" NB, 6° 33' 27" OL | 18738  | Meer afbeeldingen                                                             |
| Resten van dwingers en grachten (nu Noorderplantsoen)                                    | Fort, vesting en -onderdl                        | 17e eeuw                                                         |                                                              | Leliesingel Boteringesingel Kruissingel                                                           | 53° 13' 31" NB, 6° 33' 27" OL | 18747  | Meer afbeeldingen                                                             |
| Grote boerderij                                                                          | Boerderij                                        | 18e eeuw                                                         |                                                              | Diamantlaan 94                                                                                    | 53° 13' 22" NB, 6° 31' 39" OL | 18749  | Meer afbeeldingen                                                             |
| 't Witte Lam                                                                             | Industrie- en poldermolen                        | 1860 1950 (herstel) gerestaureerd in 1973-'74 en 2002            |                                                              | Groningerweg 47                                                                                   | 53° 15' 15" NB, 6° 35' 3" OL  | 18763  | Meer afbeeldingen                                                             |
| Wierde                                                                                   | Archeologisch monument                           | middeleeuwen                                                     |                                                              | Sprikkenburg bij KVI                                                                              | 53° 15' 3" NB, 6° 31' 39" OL  | 45050  | Upload foto                                                                   |
| Terrein met resten van een kapel                                                         | Archeologisch monument                           | ca. 13e eeuw                                                     |                                                              | bij Beijumerweg 19                                                                                | 53° 15' 2" NB, 6° 35' 32" OL  | 45087  | Upload foto                                                                   |
| Kasteel Selwerd                                                                          | Archeologisch monument Kasteel, buitenplaats     | 13e eeuw                                                         |                                                              | Laan naar Het Klooster                                                                            | 53° 14' 40" NB, 6° 32' 38" OL | 45594  | Meer afbeeldingen                                                             |
| Terrein met voormalig Benedictijner nonnenklooster Maria Virgo                           | Archeologisch monument Klooster, kloosteronderdl | 13e eeuw                                                         |                                                              | Tjardaweg 3                                                                                       | 53° 14' 48" NB, 6° 32' 49" OL | 45595  | Upload foto                                                                   |
| Wierde Selwerderderdiepje                                                                | Archeologisch monument                           | late ijzertijd vroeg-Romeinse tijd                               |                                                              | Winsumerweg                                                                                       | 53° 15' 20" NB, 6° 32' 6" OL  | 45596  | Upload foto                                                                   |
| Terrein met resten van een steen- of pannenbakkerij                                      | Archeologisch monument Industrie                 | middeleeuwen                                                     |                                                              | bij Winsumerweg 4                                                                                 | 53° 15' 10" NB, 6° 32' 32" OL | 45597  | Upload foto                                                                   |
| Borg Selwerd                                                                             | Archeologisch monument                           | 14e eeuw                                                         |                                                              | Paddepoelsterweg                                                                                  | 53° 14' 37" NB, 6° 32' 19" OL | 45598  | Borg Selwerd                                                                  |
| Verhoogde woonplaats Friesestraatweg (noordelijk deel)                                   | Archeologisch monument                           |                                                                  |                                                              | Friesestraatweg                                                                                   | 53° 14' 29" NB, 6° 30' 3" OL  | 45615  | Verhoogde woonplaats Friesestraatweg (noordelijk deel)                        |
| Wierde Cleywert (Kleiwerd)                                                               | Archeologisch monument                           | ijzertijd                                                        |                                                              | Zijlvesterweg 17                                                                                  | 53° 14' 37" NB, 6° 30' 6" OL  | 45616  | Wierde Cleywert (Kleiwerd)                                                    |
| Verhoogde woonplaats Friesestraatweg (zuidelijk deel)                                    | Archeologisch monument                           |                                                                  |                                                              | Friesestraatweg                                                                                   | 53° 14' 26" NB, 6° 30' 2" OL  | 45618  | Verhoogde woonplaats Friesestraatweg (zuidelijk deel)                         |
| Huiswierde                                                                               | Archeologisch monument                           | middeleeuwen                                                     |                                                              | tussen Wolddijk en Eemshavenweg                                                                   | 53° 15' 23" NB, 6° 34' 23" OL | 45619  | Upload foto                                                                   |
| Wierde                                                                                   | Archeologisch monument                           | middeleeuwen                                                     |                                                              | Westerseweg                                                                                       | 53° 15' 39" NB, 6° 34' 26" OL | 45620  | Upload foto                                                                   |
| Koetshuis Villa Gelria                                                                   | Bijgebouwen                                      | ca. 1895                                                         |                                                              | Verlengde Hereweg 161                                                                             | 53° 11' 39" NB, 6° 34' 53" OL | 483382 | Meer afbeeldingen                                                             |
| Tuinmanswoning Villa Gelria                                                              | Bijgebouwen                                      | ca. 1895                                                         |                                                              | Verlengde Hereweg 159                                                                             | 53° 11' 38" NB, 6° 34' 47" OL | 483389 | Meer afbeeldingen                                                             |
| Villa Gelria                                                                             | Woonhuis                                         | 1872                                                             | J. Maris                                                     | Verlengde Hereweg 163                                                                             | 53° 11' 37" NB, 6° 34' 54" OL | 483396 | Meer afbeeldingen                                                             |
| Voormalige strafgevangenis (sinds 1962: Van Mesdagkliniek)                               | Gerechtsgebouw                                   | 1883                                                             | J.F. Metzelaar                                               | Hereweg 128                                                                                       | 53° 12' 8" NB, 6° 34' 37" OL  | 483406 | Meer afbeeldingen                                                             |
| Directeurswoningen gevangenis                                                            | Dienstwoning                                     | 1883                                                             | J.F. Metzelaar                                               | Hereweg 126 en 130                                                                                | 53° 12' 6" NB, 6° 34' 39" OL  | 483412 | Directeurswoningen gevangenis                                                 |
| Cipierswoningen gevangenis                                                               | Dienstwoning                                     | 1894                                                             | J.F. Metzelaar                                               | Hereweg 132-142                                                                                   | 53° 12' 5" NB, 6° 34' 40" OL  | 483420 | Cipierswoningen gevangenis                                                    |
| Opzichterswoning en toegangshek van de Noorderbegraafplaats                              | Dienstwoning                                     | 1827 (hek) 1871 (woning)                                         |                                                              | Moesstraat 98                                                                                     | 53° 13' 50" NB, 6° 33' 8" OL  | 483444 | Meer afbeeldingen                                                             |
| Voormalige politiepost                                                                   | Woonhuis                                         | 1865                                                             |                                                              | Moesstraat 2                                                                                      | 53° 13' 35" NB, 6° 33' 24" OL | 483450 | Voormalige politiepost                                                        |
| Rioolgemaal                                                                              | Gemaal                                           | 1928                                                             | S.J. Bouma                                                   | Damsterdiep 146                                                                                   | 53° 13' 14" NB, 6° 34' 56" OL | 483459 | Meer afbeeldingen                                                             |
| Woningbouwcomplex Lindenhof                                                              | Woonhuis                                         | 1919-'20                                                         | J.A. Mulock Houwer                                           | Graspad 2-24 Heesterpoort 15-23 Lindenhof 2-18 Lindenhof 17-25 Meidoornpad 1-23 Wingerdhoed 32-36 | 53° 13' 24" NB, 6° 35' 5" OL  | 483465 | Meer afbeeldingen                                                             |
| Simon van Hasseltschool                                                                  | Onderwijs en wetenschap                          | 1926-'28                                                         | S.J. Bouma                                                   | Heesterpoort 1                                                                                    | 53° 13' 22" NB, 6° 35' 2" OL  | 483488 | Meer afbeeldingen                                                             |
| Siebe Jan Boumaschool (voorheen Van Houtenschool)                                        | Onderwijs en wetenschap                          | 1931-'32                                                         | S.J. Bouma                                                   | Oliemuldersweg 47                                                                                 | 53° 13' 29" NB, 6° 35' 19" OL | 483495 | Meer afbeeldingen                                                             |
| Eclectisch herenhuis                                                                     | Woonhuis                                         | ca. 1885                                                         |                                                              | Petrus Campersingel 33                                                                            | 53° 13' 12" NB, 6° 34' 46" OL | 483501 | Eclectisch herenhuis                                                          |
| Typografengasthuis                                                                       | Sociale zorg, liefdadigh.                        | 1903                                                             | K.H. Holthuis                                                | Petrus Campersingel 37-117                                                                        | 53° 13' 14" NB, 6° 34' 48" OL | 483507 | Meer afbeeldingen                                                             |
| Oosterkerk                                                                               | Kerk en kerkonderdeel                            | 1927-'29                                                         | Kuiler & Drewes                                              | S.S. Rosensteinlaan 22-23                                                                         | 53° 13' 35" NB, 6° 34' 20" OL | 483654 | Meer afbeeldingen                                                             |
| Villa (Makelaardij Zeven)                                                                | Woonhuis                                         | 1881                                                             |                                                              | Parklaan 1                                                                                        | 53° 12' 42" NB, 6° 34' 16" OL | 483662 | Villa (Makelaardij Zeven)                                                     |
| Bepleisterd herenhuis                                                                    | Woonhuis                                         | ca. 1890                                                         |                                                              | Parklaan 15                                                                                       | 53° 12' 41" NB, 6° 34' 23" OL | 483669 | Bepleisterd herenhuis                                                         |
| De Nieuwe Brandenborgh                                                                   | Woonhuis                                         | 1870                                                             |                                                              | Parklaan 16                                                                                       | 53° 12' 42" NB, 6° 34' 24" OL | 483675 | Meer afbeeldingen                                                             |
| Herenhuis met koetshuis                                                                  | Woonhuis                                         | 1873                                                             |                                                              | Parklaan 18                                                                                       | 53° 12' 41" NB, 6° 34' 25" OL | 483681 | Herenhuis met koetshuis                                                       |
| Voormalig graanpakhuis                                                                   | Opslag                                           | 1904                                                             |                                                              | Trompkade 8                                                                                       | 53° 12' 54" NB, 6° 34' 38" OL | 483690 | Meer afbeeldingen                                                             |
| Witgepleisterde vrijstaande villa (Defacto)                                              | Woonhuis                                         | 1881                                                             | K. en H. Hoekzema                                            | Zuiderpark 3                                                                                      | 53° 12' 44" NB, 6° 34' 21" OL | 483697 | Witgepleisterde vrijstaande villa (Defacto)                                   |
| Stadse vakwerkvilla                                                                      | Woonhuis                                         | 1905                                                             | P.M.A. Huurman                                               | Zuiderpark 25                                                                                     | 53° 12' 45" NB, 6° 34' 20" OL | 483703 | Meer afbeeldingen                                                             |
| Vrijstaande villa in eclectische stijl                                                   | Woonhuis                                         | 1881-'82                                                         | H. van Beusekom                                              | Zuiderpark 2                                                                                      | 53° 12' 44" NB, 6° 34' 18" OL | 483710 | Meer afbeeldingen                                                             |
| Dubbele eclectische villa                                                                | Woonhuis                                         | 1880                                                             | A.R. Kramer                                                  | Zuiderpark 4-5                                                                                    | 53° 12' 43" NB, 6° 34' 22" OL | 483717 | Dubbele eclectische villa                                                     |
| Dubbele bakstenen villa                                                                  | Woonhuis                                         | 1880                                                             |                                                              | Zuiderpark 8-9                                                                                    | 53° 12' 45" NB, 6° 34' 25" OL | 483725 | Meer afbeeldingen                                                             |
| Dubbele art nouveau villa                                                                | Woonhuis                                         | 1904                                                             | G. Nijhuis                                                   | Zuiderpark 12-13                                                                                  | 53° 12' 45" NB, 6° 34' 26" OL | 483736 | Meer afbeeldingen                                                             |
| Villa, voormalige apotheek                                                               | Werk-woonhuis                                    | 1896                                                             | K. Hoekzema                                                  | Zuiderpark 18                                                                                     | 53° 12' 48" NB, 6° 34' 26" OL | 483746 | Meer afbeeldingen                                                             |
| Neoclassicistische villa met koetshuis, stal en knechtenwoning                           | Woonhuis                                         | 1880-'82                                                         | K. en H. Hoekzema                                            | Zuiderpark 20                                                                                     | 53° 12' 46" NB, 6° 34' 23" OL | 483753 | Meer afbeeldingen                                                             |
| Neoclassicistische villa (Huize Mussengang)                                              | Woonhuis                                         | 1881 1906 (keuken zuidgevel) 1924 (erker oostgevel)              | K. en H. Hoekzema                                            | Zuiderpark 26                                                                                     | 53° 12' 44" NB, 6° 34' 18" OL | 483760 | Meer afbeeldingen                                                             |
| Pythagorascomplex                                                                        | Woonhuis                                         | 1930 1995-'97 (rest.)                                            | J.A. Boer                                                    | Koninginnelaan 117-119 Louise Henriettestraat 3-37 Stadhouderslaan 2-20                           | 53° 13' 30" NB, 6° 33' 1" OL  | 483767 | Pythagorascomplex                                                             |
| Dubbele villa in amsterdamseschoolstijl                                                  | Woonhuis                                         | 1926                                                             | M.B. Bruins                                                  | Nassaulaan 2 Oranjesingel 15                                                                      | 53° 13' 17" NB, 6° 33' 8" OL  | 484028 | Meer afbeeldingen                                                             |
| Dubbele villa in amsterdamseschoolstijl met steil dak                                    | Woonhuis                                         | 1928                                                             | E. Reitsma                                                   | Nassaulaan 4-4b                                                                                   | 53° 13' 18" NB, 6° 33' 6" OL  | 484039 | Dubbele villa in amsterdamseschoolstijl met steil dak                         |
| Dubbele villa in amsterdamseschoolstijl met taps toelopende gevel                        | Woonhuis                                         | 1928                                                             | E. Reitsma                                                   | Nassaulaan 6                                                                                      | 53° 13' 17" NB, 6° 33' 6" OL  | 484049 | Dubbele villa in amsterdamseschoolstijl met taps toelopende gevel             |
| Dubbele villa in amsterdamseschoolstijl                                                  | Woonhuis                                         | 1926                                                             | M.B. Bruins                                                  | Oranjesingel 13-14                                                                                | 53° 13' 17" NB, 6° 33' 8" OL  | 484062 | Dubbele villa in amsterdamseschoolstijl                                       |
| Vensterschool Stadspark                                                                  | Onderwijs en wetenschap                          | 1927                                                             | S.J. Bouma                                                   | Parkweg 128-130                                                                                   | 53° 12' 24" NB, 6° 33' 35" OL | 484072 | Meer afbeeldingen                                                             |
| Stelmakerij met woonhuis                                                                 | Nijverheid                                       | late 18e eeuw (kern)                                             |                                                              | Timpweg 2                                                                                         | 53° 13' 33" NB, 6° 35' 55" OL | 484078 | Meer afbeeldingen                                                             |
| Stadse vakwerkvilla                                                                      | Woonhuis                                         | 1900                                                             | K. Hoekzema (toegeschreven)                                  | Noorderstationsstraat 33                                                                          | 53° 13' 46" NB, 6° 33' 32" OL | 484112 | Meer afbeeldingen                                                             |
| Dubbele villa in Art Nouveaustijl                                                        | Woonhuis                                         | 1900                                                             |                                                              | Noorderstationsstraat 47-49                                                                       | 53° 13' 47" NB, 6° 33' 29" OL | 484118 | Dubbele villa in Art Nouveaustijl                                             |
| Transformatorhuisje Esserhaag                                                            | Nutsbedrijf                                      | 1931                                                             | S.J. Bouma                                                   | Esserhaag (t.h.v. Goeman Borgesiuslaan 161)                                                       | 53° 11' 31" NB, 6° 35' 30" OL | 484133 | Meer afbeeldingen                                                             |
| Esserveld (poortgebouw en brug)                                                          | Begraafplaats en -onderdl                        | 1924                                                             | S.J. Bouma                                                   | Esserweg 20                                                                                       | 53° 11' 24" NB, 6° 35' 39" OL | 484139 | Meer afbeeldingen                                                             |
| Groenestein                                                                              | Kasteel, buitenplaats                            | 1685 (oorspr.) 1871 (verb.)                                      |                                                              | Groenesteinlaan 22                                                                                | 53° 12' 3" NB, 6° 35' 17" OL  | 484145 | Meer afbeeldingen                                                             |
| Expressionistisch woningcomplex met bakstenen muurtjes                                   | Woonhuis                                         | 1916                                                             | M.G. Eelkema                                                 | Verlengde Hereweg 8-14 Helper Oostsingel 2-4a                                                     | 53° 12' 2" NB, 6° 34' 42" OL  | 484153 | Expressionistisch woningcomplex met bakstenen muurtjes                        |
| Van Hasselt's klok                                                                       | Straatmeubilair                                  | 1923                                                             | n.v.t.                                                       | t.o. Verlengde Hereweg 42 (hoek Helperbrink)                                                      | 53° 11' 58" NB, 6° 34' 52" OL | 484191 | Van Hasselt's klok                                                            |
| Dubbele rietgedekte villa                                                                | Woonhuis                                         | 1925                                                             | M.G. Eelkema                                                 | Verlengde Hereweg 144-146                                                                         | 53° 11' 40" NB, 6° 34' 59" OL | 484197 | Dubbele rietgedekte villa                                                     |
| Dubbele rietgedekte villa                                                                | Woonhuis                                         | 1926                                                             | M.G. Eelkema                                                 | Verlengde Hereweg 154-156                                                                         | 53° 11' 36" NB, 6° 35' 0" OL  | 484209 | Dubbele rietgedekte villa                                                     |
| Villa Hilghestede                                                                        | Woonhuis                                         | 1895 1933 (dakkapellen)                                          |                                                              | Verlengde Hereweg 174                                                                             | 53° 11' 34" NB, 6° 35' 4" OL  | 484217 | Meer afbeeldingen                                                             |
| Sonnevanck                                                                               | Woonhuis                                         | 1900                                                             | A.R. Wittop Koning                                           | Verlengde Hereweg 182                                                                             | 53° 11' 30" NB, 6° 35' 4" OL  | 484225 | Sonnevanck                                                                    |
| Bella Vista                                                                              | Woonhuis                                         | ca. 1900                                                         |                                                              | Verlengde Hereweg 192                                                                             | 53° 11' 27" NB, 6° 35' 6" OL  | 484233 | Bella Vista                                                                   |
| Dubbel landhuis                                                                          | Woonhuis                                         | 1930                                                             | S.J. Bouma                                                   | Hondsruglaan 17-19                                                                                | 53° 11' 26" NB, 6° 35' 15" OL | 484241 | Dubbel landhuis                                                               |
| Dubbel landhuis                                                                          | Woonhuis                                         | 1931                                                             | Kuiler & Drewes                                              | Hondsruglaan 21 Quintuslaan 15                                                                    | 53° 11' 24" NB, 6° 35' 15" OL | 484251 | Dubbel landhuis                                                               |
| Woonhuis in Art Nouveau-stijl                                                            | Woonhuis                                         | 1907                                                             | G. Nijhuis                                                   | Verlengde Hereweg 21                                                                              | 53° 12' 0" NB, 6° 34' 42" OL  | 484265 | Meer afbeeldingen                                                             |
| Voormalige directeurswoning                                                              | Dienstwoning                                     | 1917                                                             | M.G. Eelkema                                                 | Verlengde Hereweg 33                                                                              | 53° 11' 58" NB, 6° 34' 44" OL | 484272 | Meer afbeeldingen                                                             |
| Cyrano                                                                                   | Woonhuis                                         | 1905                                                             | P.M.A. Huurman                                               | Verlengde Hereweg 171                                                                             | 53° 11' 32" NB, 6° 34' 58" OL | 484280 | Cyrano                                                                        |
| Pax Sperata                                                                              | Woonhuis                                         | 1916                                                             |                                                              | Verlengde Hereweg 173                                                                             | 53° 11' 31" NB, 6° 34' 58" OL | 484286 | Pax Sperata                                                                   |
| Hondsrug                                                                                 | Woonhuis                                         | 1907                                                             | P.M.A. Huurman                                               | Verlengde Hereweg 175                                                                             | 53° 11' 30" NB, 6° 34' 59" OL | 484293 | Hondsrug                                                                      |
| Villa met neobarokke kenmerken                                                           | Woonhuis                                         | 1915                                                             | A.Th. van Elmpt                                              | Verlengde Hereweg 177                                                                             | 53° 11' 30" NB, 6° 34' 59" OL | 484300 | Villa met neobarokke kenmerken                                                |
| De Kloosters                                                                             | Woonhuis                                         | 1919-'21                                                         | A.R. Wittop Koning                                           | Verlengde Hereweg 179                                                                             | 53° 11' 27" NB, 6° 35' 0" OL  | 484310 | De Kloosters                                                                  |
| Klein Toornvliet                                                                         | Woonhuis                                         | 1905                                                             | P.M.A. Huurman                                               | Verlengde Hereweg 183                                                                             | 53° 11' 26" NB, 6° 35' 1" OL  | 484318 | Klein Toornvliet                                                              |
| Landhuis                                                                                 | Woonhuis                                         | 1933                                                             | E. van Linge                                                 | Verlengde Hereweg 191                                                                             | 53° 11' 19" NB, 6° 35' 4" OL  | 484324 | Meer afbeeldingen                                                             |
| Eclectisch herenhuis (Dinky)                                                             | Woonhuis                                         | 1860                                                             |                                                              | Hereweg 4                                                                                         | 53° 12' 42" NB, 6° 34' 16" OL | 484330 | Eclectisch herenhuis (Dinky)                                                  |
| Scholtenskoepel                                                                          | Tuin, park en plantsoen                          | 1868-'69                                                         | J. Maris                                                     | Hereweg 20                                                                                        | 53° 12' 38" NB, 6° 34' 18" OL | 484338 | Meer afbeeldingen                                                             |
| Javaanse huis                                                                            | Woonhuis                                         | ca. 1879                                                         |                                                              | Hereweg 22-1                                                                                      | 53° 12' 37" NB, 6° 34' 20" OL | 484346 | Javaanse huis Javaanse huis                                                   |
| Witte Huis                                                                               | Woonhuis                                         | 1882                                                             | N.W. Lit                                                     | Viaductstraat 4-I t/m 5b Driehovenstraat 1                                                        | 53° 12' 38" NB, 6° 34' 12" OL | 484353 | Meer afbeeldingen                                                             |
| Eclectisch woonhuis met kajuit                                                           | Woonhuis                                         | 1897                                                             |                                                              | Willemstraat 2                                                                                    | 53° 12' 25" NB, 6° 34' 24" OL | 484366 | Eclectisch woonhuis met kajuit                                                |
| Woningbouwcomplex Willemstraat n.z.                                                      | Woonhuis                                         | 1865-'66                                                         |                                                              | Willemstraat 4-76                                                                                 | 53° 12' 30" NB, 6° 34' 31" OL | 484373 | Woningbouwcomplex Willemstraat n.z.                                           |
| Woningbouwcomplex Willemstraat z.z.                                                      | Woonhuis                                         | ca. 1870                                                         |                                                              | Willemstraat 1-81 Sterrebosstraat 1 en 2                                                          | 53° 12' 28" NB, 6° 34' 25" OL | 484495 | Woningbouwcomplex Willemstraat z.z.                                           |
| Woonhuis met jongere winkelpui                                                           | Woonhuis                                         | 1876 1907 (pui)                                                  |                                                              | Hereweg 31 Rabenhauptstraat 2                                                                     | 53° 12' 34" NB, 6° 34' 17" OL | 484618 | Meer afbeeldingen                                                             |
| Voormalige openbare lagere school (later in gebruik als Grafisch Museum)                 | Onderwijs en wetenschap                          | 1928-'29                                                         | S.J. Bouma                                                   | Rabenhauptstraat 65                                                                               | 53° 12' 33" NB, 6° 34' 6" OL  | 484626 | Meer afbeeldingen                                                             |
| Woonhuis in eclectische stijl                                                            | Woonhuis                                         | ca. 1880                                                         |                                                              | Hereweg 73                                                                                        | 53° 12' 29" NB, 6° 34' 20" OL | 484632 | Woonhuis in eclectische stijl                                                 |
| Eclectische villa met smeedijzeren hekwerk                                               | Woonhuis                                         | 1883                                                             |                                                              | Hereweg 75                                                                                        | 53° 12' 29" NB, 6° 34' 20" OL | 484639 | Eclectische villa met smeedijzeren hekwerk                                    |
| Bedrijfspand met bovenwoning in de stijl van de Amsterdamse School                       | Werk-woonhuis                                    | 1928                                                             | J.A. Boer                                                    | Balistraat 6                                                                                      | 53° 13' 44" NB, 6° 33' 54" OL | 484645 | Bedrijfspand met bovenwoning in de stijl van de Amsterdamse School            |
| Woningbouwcomplex Deliplein                                                              | Woonhuis                                         | 1918                                                             | A.Th. van Elmpt                                              | Atjehstraat 4-46 Deliplein 1-121                                                                  | 53° 13' 46" NB, 6° 33' 49" OL | 484652 | Meer afbeeldingen                                                             |
| Woningcomplex met elementen van de nieuwe zakelijkheid                                   | Woonhuis                                         | 1926                                                             | J.A. Boer                                                    | Korreweg 78 Balistraat 2                                                                          | 53° 13' 44" NB, 6° 33' 54" OL | 484756 | Woningcomplex met elementen van de nieuwe zakelijkheid                        |
| Noorderbad                                                                               | Sport en recreatie                               | 1933                                                             | J.A. Boer                                                    | Oosterhamrikkade 66                                                                               | 53° 13' 47" NB, 6° 34' 26" OL | 484772 | Meer afbeeldingen                                                             |
| Winkelwoning in expressionistische stijl                                                 | Werk-woonhuis                                    | 1933                                                             | J.A. Boer                                                    | Oppenheimstraat 70                                                                                | 53° 13' 48" NB, 6° 34' 13" OL | 484778 | Winkelwoning in expressionistische stijl                                      |
| Nijverheidsschool                                                                        | Onderwijs en wetenschap                          | 1922-'23                                                         | J.G. Wiebenga i.s.m. L.C. van der Vlugt                      | Petrus Driessenstraat 3                                                                           | 53° 13' 39" NB, 6° 34' 6" OL  | 484789 | Meer afbeeldingen                                                             |
| Woningcomplex Bernoulliplein                                                             | Woonhuis                                         | 1925-'28                                                         | J.A. Boer                                                    | Bernoulliplein 1-38 Eyssoniusstraat 29-33 J.C. Kapteynlaan 62-64 Korreweg 55-77                   | 53° 13' 42" NB, 6° 33' 55" OL | 484795 | Meer afbeeldingen                                                             |
| Woning en winkelcomplex in de verstrakte vorm van de Amsterdamse School                  | Woonhuis                                         | 1930                                                             | J.A. Boer                                                    | Korreweg 99-111 Oppenheimstraat 88                                                                | 53° 13' 49" NB, 6° 34' 9" OL  | 485071 | Woning en winkelcomplex in de verstrakte vorm van de Amsterdamse School       |
| Transformatorhuisje Nieuwe Ebbingestraat                                                 | Nutsbedrijf                                      | 1925                                                             | S.J. Bouma                                                   | t.h.v. Nieuwe Ebbingestraat 137a                                                                  | 53° 13' 38" NB, 6° 33' 39" OL | 485129 | Meer afbeeldingen                                                             |
| Woningcomplex met karakteristiek rond hoekgedeelte                                       | Woonhuis                                         | 1931                                                             | Joh. Prummel                                                 | Nieuwe Ebbingestraat 175-179                                                                      | 53° 13' 42" NB, 6° 33' 37" OL | 485135 | Woningcomplex met karakteristiek rond hoekgedeelte                            |
| Buitenhof                                                                                | Woonhuis                                         | 1893                                                             |                                                              | Friesestraatweg 18                                                                                | 53° 12' 57" NB, 6° 32' 50" OL | 485169 | Buitenhof                                                                     |
| Pakhuis Overijssel                                                                       | Opslag                                           | 1884                                                             |                                                              | Aweg 44                                                                                           | 53° 12' 53" NB, 6° 33' 3" OL  | 485175 | Meer afbeeldingen                                                             |
| Meubelfabriek Nederland                                                                  | Winkel                                           | 1904                                                             | A.J. Sanders                                                 | Blekerstraat 12-12a                                                                               | 53° 13' 0" NB, 6° 33' 23" OL  | 485181 | Meer afbeeldingen                                                             |
| Watertoren Hofstede de Grootkade                                                         | Nutsbedrijf                                      | 1911-'12                                                         | J.A. Mulock Houwer                                           | Dr.C. Hofstede de Grootkade 48                                                                    | 53° 13' 7" NB, 6° 32' 57" OL  | 485188 | Meer afbeeldingen                                                             |
| Woonhuis met kantoor in Overgangsarchitectuur                                            | Werk-woonhuis                                    | 1909                                                             | P.M.A. Huurman                                               | H.W. Mesdagplein 16                                                                               | 53° 12' 60" NB, 6° 33' 4" OL  | 485194 | Woonhuis met kantoor in Overgangsarchitectuur                                 |
| Woningcomplex van zes herenhuizen                                                        | Woonhuis                                         | 1908                                                             | G. Hoekzema                                                  | H.W. Mesdagstraat 20-30                                                                           | 53° 13' 0" NB, 6° 33' 13" OL  | 485202 | Woningcomplex van zes herenhuizen                                             |
| Herenhuis in Overgangsarchitectuur                                                       | Woonhuis                                         | 1913                                                             | G. Nijhuis                                                   | Kraneweg 74                                                                                       | 53° 13' 0" NB, 6° 32' 59" OL  | 485224 | Herenhuis in Overgangsarchitectuur                                            |
| Physisch Laboratorium                                                                    | Onderwijs en wetenschap                          | 1889-'92                                                         | J. van Lokhorst                                              | Westersingel 34                                                                                   | 53° 13' 2" NB, 6° 33' 19" OL  | 485232 | Meer afbeeldingen                                                             |
| Mineralogisch-Geologisch Instituut                                                       | Onderwijs en wetenschap                          | 1898-1901                                                        | J. van Lokhorst                                              | Melkweg 1                                                                                         | 53° 13' 2" NB, 6° 33' 20" OL  | 485238 | Meer afbeeldingen                                                             |
| Poort van De Toekomst                                                                    | Handel en kantoor                                | 1913                                                             | A.M. van der Lee (poort)                                     | Taco Mesdagplein 7                                                                                | 53° 13' 7" NB, 6° 33' 5" OL   | 485244 | Meer afbeeldingen                                                             |
| Vrijstaand herenhuis                                                                     | Woonhuis                                         | 1909                                                             | Y. van der Veen                                              | Kraneweg 9                                                                                        | 53° 13' 6" NB, 6° 33' 15" OL  | 485252 | Vrijstaand herenhuis                                                          |
| Bakstenen woningcomplex met witte gepleisterde banden                                    | Woonhuis                                         | 1903                                                             |                                                              | Blekerstraat 11-15a Jozef Israëlsstraat 2-4a                                                      | 53° 13' 0" NB, 6° 33' 21" OL  | 485259 | Bakstenen woningcomplex met witte gepleisterde banden                         |
| Herenhuis in Neo-Renaissancestijl                                                        | Woonhuis                                         | 1888                                                             |                                                              | Westersingel 19                                                                                   | 53° 13' 2" NB, 6° 33' 26" OL  | 485285 | Meer afbeeldingen                                                             |
| Dubbel herenhuis in eclectische stijl                                                    | Woonhuis                                         | 1887                                                             |                                                              | Westersingel 27-29                                                                                | 53° 13' 3" NB, 6° 33' 26" OL  | 485292 | Meer afbeeldingen                                                             |
| Herenhuis in eclectische stijl                                                           | Woonhuis                                         | ca. 1885                                                         |                                                              | Westersingel 31                                                                                   | 53° 13' 3" NB, 6° 33' 25" OL  | 485300 | Meer afbeeldingen                                                             |
| Pakhuis Friesland                                                                        | Opslag                                           | 1912                                                             | K.H. en T. Holthuis                                          | Aweg 43                                                                                           | 53° 12' 54" NB, 6° 33' 4" OL  | 485306 | Meer afbeeldingen                                                             |
| Herenhuis (De Bolder)                                                                    | Woonhuis                                         | 1913                                                             | A.Th. van Elmpt en G. Nijhuis                                | Hoendiepskade 6                                                                                   | 53° 12' 56" NB, 6° 33' 22" OL | 485312 | Herenhuis (De Bolder)                                                         |
| Voormalige oliefabriek met directeurswoning                                              | Nijverheid                                       | 1911/1910                                                        | M.G. Eelkema                                                 | Hoendiepskade 24-25 Willem Barentzstraat 1-3                                                      | 53° 12' 53" NB, 6° 33' 13" OL | 485318 | Meer afbeeldingen                                                             |
| Voormalig havenkantoor                                                                   | Handel en kantoor                                | 1910                                                             |                                                              | Westerhaven 10                                                                                    | 53° 12' 53" NB, 6° 33' 21" OL | 485331 | Voormalig havenkantoor                                                        |
| Voormalig sluiskantoor                                                                   | Waterkering en -doorlaat                         | 1864                                                             |                                                              | Bij de Sluis 5                                                                                    | 53° 12' 47" NB, 6° 33' 28" OL | 485339 | Voormalig sluiskantoor                                                        |
| Winkel met bovenwoning (Atelier Cees Wolf)                                               | Werk-woonhuis                                    | 1932                                                             | H. Rots                                                      | Westerhaven 11                                                                                    | 53° 12' 53" NB, 6° 33' 21" OL | 485346 | Winkel met bovenwoning (Atelier Cees Wolf)                                    |
| Kantoor Groninger-Lemmer Stoombootmaatschappij                                           | Handel en kantoor                                | 1912                                                             | G. Nijhuis A.Th. van Elmpt                                   | Eendrachtskade 29 Hoendiepskade 32                                                                | 53° 12' 53" NB, 6° 33' 10" OL | 485353 | Meer afbeeldingen                                                             |
| Voormalige directeurswoning suikerfabriek                                                | Dienstwoning                                     | 1915                                                             | G. Nijhuis                                                   | Van Heemskerckstraat 75                                                                           | 53° 12' 46" NB, 6° 32' 47" OL | 485360 | Meer afbeeldingen                                                             |
| Hunzeroord                                                                               | Boerderij                                        | 1836                                                             |                                                              | Paddepoelsterweg 11                                                                               | 53° 15' 13" NB, 6° 31' 28" OL | 485367 | Hunzeroord                                                                    |
| Grafmonument familie Scholten                                                            | Begraafplaats en -onderdl                        | 1892                                                             |                                                              | bij Hereweg 87                                                                                    | 53° 12' 24" NB, 6° 34' 23" OL | 485374 | Meer afbeeldingen                                                             |
| Woonhuis in overgangsarchitectuur                                                        | Woonhuis                                         | 1909                                                             | P.M.A. Huurman                                               | H.W. Mesdagplein 17                                                                               | 53° 13' 0" NB, 6° 33' 4" OL   | 485380 | Woonhuis in overgangsarchitectuur                                             |
| Insulinde                                                                                | Woonhuis                                         | 1919                                                             | P.M.A. Huurman                                               | Verlengde Hereweg 167                                                                             | 53° 11' 33" NB, 6° 34' 58" OL | 485388 | Insulinde                                                                     |
| 't Witte Lam (boerderij)                                                                 | Boerderij                                        | 1849                                                             |                                                              | Groningerweg 46                                                                                   | 53° 15' 16" NB, 6° 34' 37" OL | 485394 | Meer afbeeldingen                                                             |
| Esserkamp (villabunker)                                                                  | Woonhuis                                         | 1925                                                             | E. van Linge                                                 | Hondsruglaan 27                                                                                   | 53° 11' 20" NB, 6° 35' 16" OL | 485400 | Esserkamp (villabunker)                                                       |
| Voormalig fabrieksgebouw koffiehandel Tiktak                                             | Industrie                                        | 1891                                                             |                                                              | Damsterdiep 38                                                                                    | 53° 13' 4" NB, 6° 34' 34" OL  | 485521 | Meer afbeeldingen                                                             |
| Rijks Hogere Burgerschool                                                                | Onderwijs en wetenschap                          | 1868-'69 (hoofdgebouw) 1909 (bijgebouw) 1915 (gymzaal))          | H. Raammaker (hoofdgebouw) J.A. Vrijman (bijgebouw)          | Kamerlingheplein 1-13                                                                             | 53° 13' 23" NB, 6° 33' 28" OL | 485614 | Meer afbeeldingen                                                             |
| Middengasthuis (Grote Leliestraat)                                                       | Sociale zorg, liefdadigh.                        | 1895                                                             | N.W. Lit                                                     | Grote Leliestraat 51-113                                                                          | 53° 13' 17" NB, 6° 33' 27" OL | 485620 | Meer afbeeldingen                                                             |
| Gerarda Gockingahuis                                                                     | Sociale zorg, liefdadigh.                        | 1870                                                             |                                                              | Grote Rozenstraat 78-84                                                                           | 53° 13' 19" NB, 6° 33' 26" OL | 485632 | Meer afbeeldingen                                                             |
| Woonhuis met puntgevel                                                                   | Woonhuis                                         |                                                                  |                                                              | Lage der A 8                                                                                      | 53° 13' 2" NB, 6° 33' 33" OL  | 18540  | Meer afbeeldingen                                                             |
| Woningcomplex in de stijl van de Nieuwe Zakelijkheid                                     | Woonhuis                                         | 1933 1995 (rest.)                                                | H.B. Bulder                                                  | Lage der A 9 t/m 10b                                                                              | 53° 13' 2" NB, 6° 33' 32" OL  | 485817 | Meer afbeeldingen                                                             |
| Pakhuis in ambachtelijk-traditionele bouwstijl                                           | Opslag                                           | 1885 1903 (uitbr.)                                               |                                                              | Lage der A 12-13                                                                                  | 53° 13' 3" NB, 6° 33' 32" OL  | 485842 | Meer afbeeldingen                                                             |
| Wit gepleisterd herenhuis                                                                | Woonhuis                                         | 1850-1875                                                        |                                                              | Lage der A 14                                                                                     | 53° 13' 4" NB, 6° 33' 31" OL  | 18541  | Meer afbeeldingen                                                             |
| Eenvoudig pand met omlijste ingang                                                       | Woonhuis                                         |                                                                  |                                                              | Lage der A 17                                                                                     | 53° 13' 5" NB, 6° 33' 31" OL  | 18539  | Meer afbeeldingen                                                             |
| Wit pandje met puntgevel                                                                 | Woonhuis                                         |                                                                  |                                                              | Lage der A 18                                                                                     | 53° 13' 5" NB, 6° 33' 30" OL  | 18542  | Meer afbeeldingen                                                             |
| Pakhuis in ambachtelijk-traditionele bouwstijl                                           | Graanpakhuis                                     | 1875                                                             |                                                              | Lage der A 21                                                                                     | 53° 13' 5" NB, 6° 33' 30" OL  | 485811 | Meer afbeeldingen                                                             |
| Wit pandje met puntgevel                                                                 | Woonhuis                                         |                                                                  |                                                              | Lage der A 24                                                                                     | 53° 13' 5" NB, 6° 33' 29" OL  | 18543  | Meer afbeeldingen                                                             |
| Middengasthuis (Kleine Rozenstraat)                                                      | Sociale zorg, liefdadigh.                        | 1873                                                             |                                                              | Kleine Rozenstraat 8 t/m 44                                                                       | 53° 13' 22" NB, 6° 33' 35" OL | 485805 | Meer afbeeldingen                                                             |
| Woonhuis in eclectische bouwstijl met Art Nouveau-elementen                              | Woonhuis                                         | 1906 (samenvoeging van twee panden uit 1640-1885)                |                                                              | Marktstraat 12                                                                                    | 53° 13' 21" NB, 6° 33' 49" OL | 485858 | Meer afbeeldingen                                                             |
| Dienstwoning in Art Nouveau-stijl                                                        | Dienstwoning                                     | 1906                                                             | A.Th. van Elmpt                                              | Marktstraat 16                                                                                    | 53° 13' 21" NB, 6° 33' 49" OL | 485865 | Meer afbeeldingen                                                             |
| Doopsgezind Gasthuis                                                                     | Sociale zorg, liefdadigh.                        | 1878                                                             |                                                              | Nieuwe Boteringestraat 47 1 t/m 47 26                                                             | 53° 13' 27" NB, 6° 33' 34" OL | 485909 | Meer afbeeldingen                                                             |
| Herenhuis in eclectische bouwstijl                                                       | Woonhuis                                         | 17e eeuw ca. 1875 (gevel)                                        |                                                              | Nieuwe Boteringestraat 54                                                                         | 53° 13' 25" NB, 6° 33' 34" OL | 485916 | Meer afbeeldingen                                                             |
| Woonhuis in eclectische bouwstijl                                                        | Woonhuis                                         | ca. 1885                                                         |                                                              | Nieuwe Boteringestraat 90                                                                         | 53° 13' 29" NB, 6° 33' 29" OL | 485923 | Woonhuis in eclectische bouwstijl                                             |
| Winkelwoonhuis met kenmerken van de Amsterdamse School en de art-decostijl               | Werk-woonhuis                                    | 1924 (verb. van ouder pand)                                      | Joh. Prummel (1924)                                          | Nieuwe Boteringestraat 98-98a-98b                                                                 | 53° 13' 30" NB, 6° 33' 29" OL | 485930 | Winkelwoonhuis met kenmerken van de Amsterdamse School en de art-decostijl    |
| Herenhuis in neobarokke bouwstijl                                                        | Woonhuis                                         | 1915                                                             | A.Th. van Elmpt                                              | Nieuwe Ebbingestraat 64-64a                                                                       | 53° 13' 28" NB, 6° 33' 45" OL | 485940 | Herenhuis in neobarokke bouwstijl                                             |
| Woonhuis in eclectische bouwstijl                                                        | Woonhuis                                         | 1887 (verb.)                                                     |                                                              | Nieuwe Kijk in 't Jatstraat 8                                                                     | 53° 13' 17" NB, 6° 33' 37" OL | 485948 | Woonhuis in eclectische bouwstijl                                             |
| Watertoren Noorderbinnensingel                                                           | Nutsbedrijf                                      | 1907-'08                                                         | C. Francke (verm.)                                           | Noorderbinnensingel 14                                                                            | 53° 13' 32" NB, 6° 33' 37" OL | 485963 | Meer afbeeldingen                                                             |
| Remonstrants gasthuis                                                                    | Sociale zorg, liefdadigh.                        | 1892-1905                                                        | J.P. Hazeu                                                   | Noorderbinnensingel 23 t/m 49a                                                                    | 53° 13' 30" NB, 6° 33' 34" OL | 485969 | Meer afbeeldingen                                                             |
| Melkinrichting 'Stad en Lande'                                                           | Industrie                                        | 1909                                                             | G. Nijhuis                                                   | Noorderhaven 65 Werfstraat 1 t/m 1a6                                                              | 53° 13' 11" NB, 6° 33' 25" OL | 485975 | Meer afbeeldingen                                                             |
| Ontvangerskantoor in neo-gotische stijl                                                  | Overheidsgebouw                                  | 1883 1913 (uitbr.)                                               | C.H. Peters (ook 1913)                                       | Reitdiepskade 1                                                                                   | 53° 13' 8" NB, 6° 33' 25" OL  | 486306 | Ontvangerskantoor in neo-gotische stijl                                       |
| Slagerij met bovenwoning in Art Nouveau-stijl                                            | Winkel                                           | 1900                                                             | A.Th. van Elmpt                                              | Schuitendiep 58-58a                                                                               | 53° 13' 6" NB, 6° 34' 24" OL  | 486334 | Slagerij met bovenwoning in Art Nouveau-stijl                                 |
| Woningbouwcomplex in de stijl van de Delftse School                                      | Woonhuis                                         | 1937                                                             | S.J. Bouma                                                   | Turfsingel 64 t/m 74b                                                                             | 53° 13' 18" NB, 6° 34' 15" OL | 486455 | Meer afbeeldingen                                                             |
| Praedinius Gymnasium                                                                     | Onderwijs en wetenschap                          | 1880-'82 1923 (uitbr.) 1993 (rest.)                              | J.G. van Beusekom J.A. Mulock Houwer (1923)                  | Turfsingel 82                                                                                     | 53° 13' 16" NB, 6° 34' 17" OL | 486483 | Meer afbeeldingen                                                             |
| Stadsschouwburg                                                                          | Welzijn, kunst en cultuur                        | 1883                                                             | F.W. van Gendt en H.P. Vogel                                 | Turfsingel 86                                                                                     | 53° 13' 15" NB, 6° 34' 19" OL | 486489 | Meer afbeeldingen                                                             |
| Woonhuis in de stijl van de Amsterdamse School                                           | Woonhuis                                         | 1923                                                             | E. van Linge                                                 | W.A. Scholtenstraat 1                                                                             | 53° 13' 20" NB, 6° 34' 8" OL  | 486679 | Meer afbeeldingen                                                             |
| Woonhuis in de stijl van de Amsterdamse School                                           | Woonhuis                                         | 1924                                                             | E. van Linge                                                 | W.A. Scholtenstraat 5                                                                             | 53° 13' 20" NB, 6° 34' 8" OL  | 486685 | Woonhuis in de stijl van de Amsterdamse School                                |
| Westelijke Bewaarschool (St. Monument & Materiaal)                                       | Onderwijs en wetenschap                          | 1892-'93                                                         | A. Schram de Jong                                            | Westerbinnensingel 48                                                                             | 53° 13' 5" NB, 6° 33' 25" OL  | 486693 | Meer afbeeldingen                                                             |
| Woonhuis in ambachtelijk-traditionele bouwtrant met classicistische kenmerken            | Woonhuis                                         | 1860                                                             |                                                              | Westerhavenstraat 22                                                                              | 53° 12' 57" NB, 6° 33' 32" OL | 486699 | Woonhuis in ambachtelijk-traditionele bouwtrant met classicistische kenmerken |
| Herenhuis met kaaspakhuis in eclectische bouwstijl met neoclassicistische stijlkenmerken | Woonhuis                                         | 1889                                                             | J. Maris                                                     | Westerkade 10                                                                                     | 53° 12' 56" NB, 6° 33' 29" OL | 486707 | Meer afbeeldingen                                                             |
| Dubbele bedrijfshal voormalige gasfabriek                                                | Nutsbedrijf                                      | ca. 1910 (zuidelijke hal) ca. 1930 (noordelijke hal)             | J.A. Mulock Houwer (zuidelijke hal)                          | Langestraat 66                                                                                    | 53° 13' 25" NB, 6° 34' 8" OL  | 486752 | Meer afbeeldingen                                                             |
| Regulateurshuis voormalige gasfabriek                                                    | Nutsbedrijf                                      | 1892                                                             | K.H. Holthuis                                                | Kolendrift 19                                                                                     | 53° 13' 25" NB, 6° 34' 8" OL  | 486758 | Meer afbeeldingen                                                             |
| Woonhuis in eclectische bouwstijl                                                        | Woonhuis                                         | 1829 (1e fase) 1866 (2e fase)                                    |                                                              | Kruitlaan 33-33a                                                                                  | 53° 13' 16" NB, 6° 34' 25" OL | 486764 | Woonhuis in eclectische bouwstijl                                             |
| Orion                                                                                    | Pakhuis                                          | 1880                                                             |                                                              | Lijnbaanstraat 10a                                                                                | 53° 13' 0" NB, 6° 34' 33" OL  | 486772 | Orion                                                                         |
| Woonhuis met bakkerij                                                                    | Woonhuis                                         | 1880                                                             |                                                              | Nieuwe Sint Jansstraat 34                                                                         | 53° 13' 14" NB, 6° 34' 24" OL | 486779 | Woonhuis met bakkerij                                                         |
| Pakhuiscomplex                                                                           | Opslag                                           | 1878                                                             |                                                              | Oosterkade 2a1-2f9                                                                                | 53° 12' 60" NB, 6° 34' 34" OL | 486788 | Pakhuiscomplex                                                                |
| Odd Fellowhuis                                                                           | Vergadering en vereniging                        | 1923                                                             | Kuiler & Drewes                                              | W.A. Scholtenstraat 21                                                                            | 53° 13' 21" NB, 6° 34' 10" OL | 486800 | Meer afbeeldingen                                                             |
| Paviljoen Noorderplantsoen                                                               | Horeca                                           | 1930                                                             | S.J. Bouma                                                   | Kruissingel 1                                                                                     | 53° 13' 28" NB, 6° 33' 20" OL | 486807 | Meer afbeeldingen                                                             |
| Muziekkoepel Noorderplantsoen                                                            | Welzijn, kunst en cultuur                        | 1905                                                             |                                                              | ten noorden van Kruissingel 1                                                                     | 53° 13' 28" NB, 6° 33' 20" OL | 486816 | Muziekkoepel Noorderplantsoen                                                 |
| Plantsoenbrug met brugwachtershuis                                                       | Brug                                             | 1937                                                             | S.J. Bouma                                                   | hoek Reitdiepskade/ Westersingel                                                                  | 53° 13' 9" NB, 6° 33' 21" OL  | 486829 | Meer afbeeldingen                                                             |
| Herenhuis in eclectische bouwstijl                                                       | Woonhuis                                         | 1884                                                             |                                                              | Westersingel 11                                                                                   | 53° 13' 1" NB, 6° 33' 27" OL  | 486891 | Meer afbeeldingen                                                             |
| Opzichterswoning Zuiderbegraafplaats                                                     | Dienstwoning                                     | 1864                                                             | J.G. van Beusekom                                            | Hereweg 87                                                                                        | 53° 12' 24" NB, 6° 34' 23" OL | 486899 | Meer afbeeldingen                                                             |
| Brugwachtershuisje Herman Colleniusbrug                                                  | Bedieningsgebouw                                 | 1925                                                             | S.J. Bouma                                                   | Herman Colleniusbrug                                                                              | 53° 13' 9" NB, 6° 32' 55" OL  | 486905 | Meer afbeeldingen                                                             |
| Wielewaalflat                                                                            | Woonhuis                                         | 1955                                                             | Frans Klein                                                  | Zaagmuldersweg 2                                                                                  | 53° 13' 44" NB, 6° 34' 31" OL | 530836 | Meer afbeeldingen                                                             |
| BIM Station                                                                              | Benzinestation                                   | 1953                                                             | Willem Dudok                                                 | Turfsingel                                                                                        | 53° 13' 20" NB, 6° 33' 57" OL | 530857 | Meer afbeeldingen                                                             |
| De Papiermolen                                                                           | Sport,recreatie,horeca e.d.                      | 1955                                                             | Jacobus Koolhaas                                             | Papiermolenlaan 3                                                                                 | 53° 12' 12" NB, 6° 34' 10" OL | 530946 | Meer afbeeldingen                                                             |
| Crematorium                                                                              | Crematorium                                      | 1960                                                             | Henk Wegerif                                                 | Crematoriumlaan 6                                                                                 | 53° 14' 18" NB, 6° 32' 42" OL | 532137 | Meer afbeeldingen                                                             |